# Notitia Galliarum

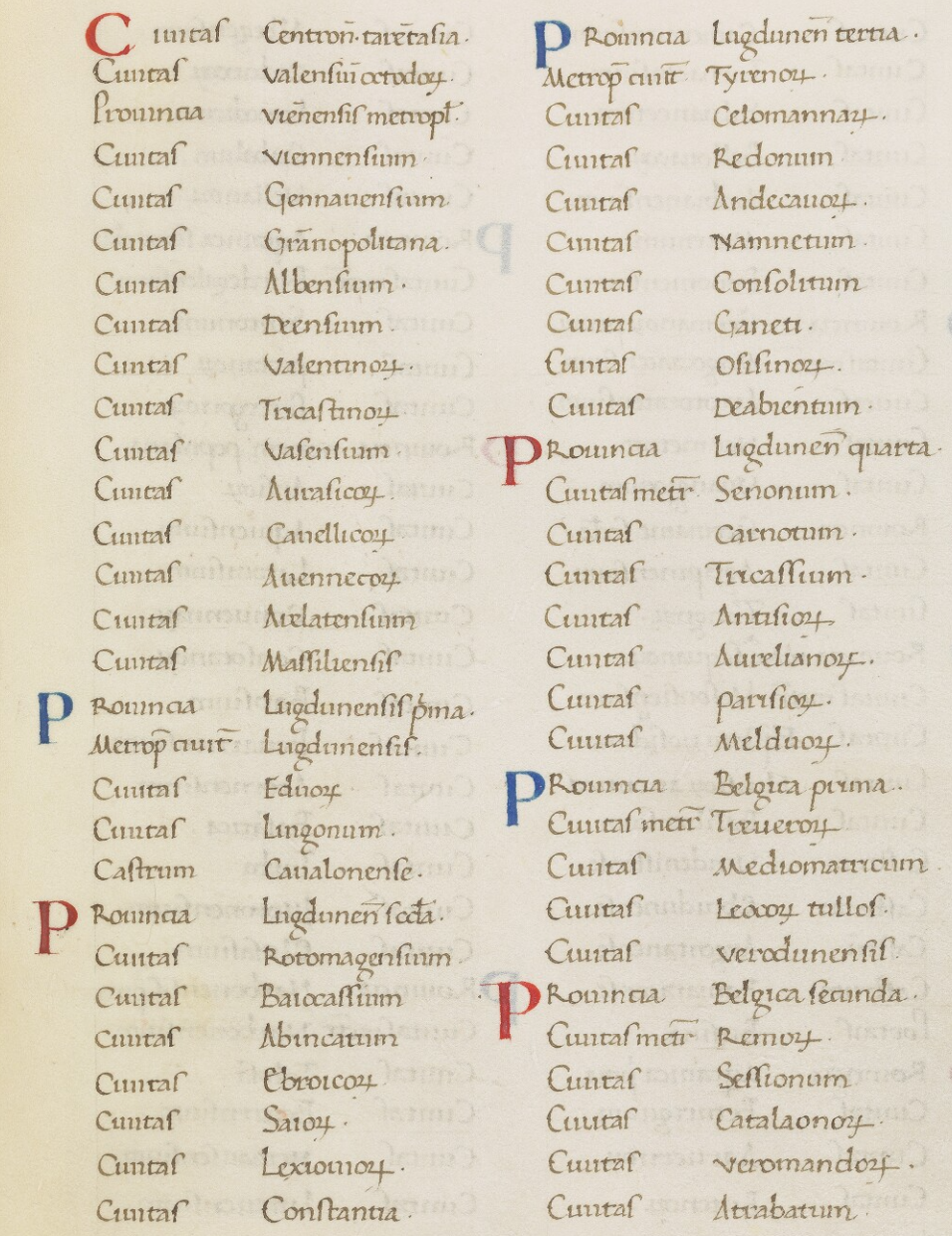
Beginn der Notitia in einer mittelalterlichen Kopie von Cyriacus von Ancona für den damaligen Bischof von Padua Pietro Donato (1380–1447) von einem karolingischen Original während des Konzils von Basel 1436.

Die Notitia Galliarum (auch Notitia provinciarum et civitatum Galliae) ist eine spätantike Aufstellung der Provinzen und Orte Galliens.
Die Liste entstand in ihrer Grundform Ende des 4. oder Anfang des 5. Jahrhunderts n. Chr. Darin aufgeführt sind die 17 zu dieser Zeit bestehenden spätantiken Provinzen Galliens sowie die darin befindlichen 115 Gemeinden (civitates), außerdem sieben Militärlager (castra) und ein Hafen (portus). Neben der zivilen Provinzeinteilung dient auch die kirchliche Unterteilung des Reiches in Bistümer zur Gliederung der Notitia Galliarum.
Eine Vermutung zur Entstehung der Liste ist, dass sie als Überblick für Magnus Maximus konzipiert wurde, der 383 bis 388 als Usurpator große Teile des westlichen Römischen Reiches kontrollierte. Wohl im 6. Jahrhundert erfolgte eine Überarbeitung. Möglicherweise wurden die Namen der Bistümer erst bei dieser Gelegenheit ergänzt.
Im Mittelalter wurde die Liste im Kirchenrecht rezipiert, um die Hierarchie einzelner Bistümer zu klären, zum Beispiel von Gregor VII. in seiner Dekretale Antiqua sanctorum patrum (Jaffe-Wattenbach 5125).
Der Text ist in über 100 mittelalterlichen Handschriften überliefert, was zeigt, welche Bedeutung ihm in dieser Zeit beigemessen wurde. Viele dieser Manuskripte weisen jedoch spätere Verfälschungen (Interpolationen) auf.